# 東経61度線
東経61度線（とうけい61どせん）は、本初子午線面から東へ61度の角度を成す経線である。北極点から北極海、ヨーロッパ、アジア、インド洋、南極海、南極大陸を通過して南極点までを結ぶ。
東経61度線は、西経119度線と共に大円を形成する。

## 通過する地域一覧
東経61度線は、北極点から南極点まで南に向かって以下の場所を通っている。
| 地理座標                                             | 国土・領土・領海 | 備考                                                           |
| ---------------------------------------------------- | ---------------- | -------------------------------------------------------------- |
| 北緯90度0分 東経61度0分 / 北緯90.000度 東経61.000度  | 北極海           |                                                                |
| 北緯81度6分 東経61度0分 / 北緯81.100度 東経61.000度  | ロシア           | ラ＝ロンシエール島、ビリチェク島（ゼムリャフランツァヨシファ） |
| 北緯80度22分 東経61度0分 / 北緯80.367度 東経61.000度 | バレンツ海       |                                                                |
| 北緯76度14分 東経61度0分 / 北緯76.233度 東経61.000度 | ロシア           | セヴェルヌィ島（ノヴァヤゼムリャ）                             |
| 北緯75度10分 東経61度0分 / 北緯75.167度 東経61.000度 | カラ海           |                                                                |
| 北緯69度50分 東経61度0分 / 北緯69.833度 東経61.000度 | ロシア           |                                                                |
| 北緯53度55分 東経61度0分 / 北緯53.917度 東経61.000度 | カザフスタン     | 約4km                                                          |
| 北緯53度53分 東経61度0分 / 北緯53.883度 東経61.000度 | ロシア           |                                                                |
| 北緯53度40分 東経61度0分 / 北緯53.667度 東経61.000度 | カザフスタン     | 約6km                                                          |
| 北緯53度37分 東経61度0分 / 北緯53.617度 東経61.000度 | ロシア           |                                                                |
| 北緯52度51分 東経61度0分 / 北緯52.850度 東経61.000度 | カザフスタン     |                                                                |
| 北緯52度26分 東経61度0分 / 北緯52.433度 東経61.000度 | ロシア           | 約14km                                                         |
| 北緯52度18分 東経61度0分 / 北緯52.300度 東経61.000度 | カザフスタン     |                                                                |
| 北緯51度28分 東経61度0分 / 北緯51.467度 東経61.000度 | ロシア           |                                                                |
| 北緯50度41分 東経61度0分 / 北緯50.683度 東経61.000度 | カザフスタン     |                                                                |
| 北緯44度25分 東経61度0分 / 北緯44.417度 東経61.000度 | ウズベキスタン   |                                                                |
| 北緯41度14分 東経61度0分 / 北緯41.233度 東経61.000度 | トルクメニスタン |                                                                |
| 北緯36度39分 東経61度0分 / 北緯36.650度 東経61.000度 | イラン           |                                                                |
| 北緯34度42分 東経61度0分 / 北緯34.700度 東経61.000度 | アフガニスタン   |                                                                |
| 北緯31度28分 東経61度0分 / 北緯31.467度 東経61.000度 | イラン           |                                                                |
| 北緯29度59分 東経61度0分 / 北緯29.983度 東経61.000度 | アフガニスタン   | 約19km                                                         |
| 北緯29度49分 東経61度0分 / 北緯29.817度 東経61.000度 | パキスタン       | バローチスターン州 - 約12km                                    |
| 北緯29度43分 東経61度0分 / 北緯29.717度 東経61.000度 | イラン           |                                                                |
| 北緯25度13分 東経61度0分 / 北緯25.217度 東経61.000度 | インド洋         |                                                                |
| 南緯60度0分 東経61度0分 / 南緯60.000度 東経61.000度  | 南極海           |                                                                |
| 南緯67度27分 東経61度0分 / 南緯67.450度 東経61.000度 | 南極大陸         | オーストラリア南極領土（ オーストラリアが領有権主張）          |